# 哈伯沙姆縣 (喬治亞州)
哈伯沙姆縣（英語：Habersham County）是美國喬治亞州北部的一個縣，東鄰南卡羅萊納州。面積723方公里。根據美國2000年人口普查，共有人口35,902人。縣治克拉克斯維爾（Clarkesville）。
成立於1818年12月15日。縣名紀念大陸會議代表、郵政部長約瑟·哈伯沙姆。